# Uña de Quintana
Uña de Quintana község Spanyolországban,  Zamora tartományban. Uña de Quintana Cubo de Benavente, Ayoó de Vidriales, San Pedro de Ceque és Molezuelas de la Carballeda községekkel határos. Lakosainak száma 121 fő (2024).

## Népesség
A település népessége az utóbbi években az alábbiak szerint változott:
| Lakosok száma | 231  | 219  | 197  | 177  | 175  | 161  | 141  | 133  | 132  | 121  |
|               | 2001 | 2004 | 2007 | 2009 | 2012 | 2014 | 2017 | 2019 | 2022 | 2024 |